# Izumi Kirihara
Pour les articles homonymes, voir Kirihara.
桐原 いづみ (Kirihara Izumi)
Œuvres principales
- Hitohira (en)

Izumi Kirihara (桐原 いづみ, Kirihara Izumi), aussi écrit Idumi Kirihara, est le pseudonyme d'une mangaka née le 8 février à Jimokuji (ja), dans la préfecture japonaise d'Aichi. Active depuis 2001, elle est connue pour son manga Hitohira (en) et ses adaptations en manga des œuvres de Yoru Sumino.

## Biographie
Izumi Kirihara naît le 8 février dans l'ancien bourg de Jimokuji, maintenant la ville d'Ama. Ayant voulu devenir mangaka dès l'école primaire, elle choisit le pseudonyme « Izumi Kirihara », car elle aime le son des mots « Izumi » et « Kiri ». Elle pratique plusieurs sports au parascolaire, mais choisit le théâtre à l'université, et c'est cette expérience qui façonnera son premier manga. Elle commence à écrire dans des anthologies dès 2001 et commence sa carrière d'illustratrice deux ans plus tard. En 2004, son premier manga Hitohira est sérialisé dans le magazine Comic High!. Son premier manga est adapté en série télévisée animée de 12 episodes en 2007. Plus de quatre ans plus tard, elle termine Hitohira, pour lancer son prochain manga. Elle écrivait déjà à ce moment-là son deuxième manga, Shirayuki Panimix!. Le 1er mai 2009, Kirihara lance son nouveau manga Akira to Hiyori. En 2013, elle écrit son manga Saboten no musume, qu'elle termine deux ans plus tard. En août 2016, elle adapte le roman Je veux manger ton pancréas de Yoru Sumino en manga et termine la série en mai 2017. De février 2016 à août 2018, elle adapte Mata, Onaji Yume wo Mite Ita, une autre œuvre de Sumino. En juillet 2020, Kirihara commence sa nouvelle série Jikyū 300 yen no shinigami, conclue en octobre 2021.

## Principales œuvres
- Hitohira (en) (ひとひら?), sérialisé dans Comic High!, publié en sept volumes par Futabasha.
  - Hitohira Encore (en) (ひとひらアンコール, Hitohira Ankōru?) sérialisé dans Comic High!, publié en un volume par Futabasha.
  - Sakaki Mirei no tamenara boku wa... (ja) (榊美麗のためなら僕は…ッ!!?), sérialisé dans Comic High!, publié en cinq volumes par Futabasha.
- Shirayuki Panimix! (en) (白雪ぱにみくす!, Shirayuki Panimikusu!?), sérialisé dans Monthly Comic Blade, publié en 7 volumes par Mag Garden.
- Akira to Hiyori (ja) (アキラとひより?), sérialisé dans Young Gangan puis dans Monthly Big Gangan, publié en deux volumes par Square Enix.
- Gunjō (ja) (群青?), selon le scénario de Niji Sakamoto (坂本 虹), sérialisé dans Monthly Big Gangan, publié en cinq volumes par Square Enix.
- Saboten no musume (サボテンの娘?), sérialisé dans Comic High!, publié en trois volumes par Futabasha.
- Je veux manger ton pancréas (君の膵臓をたべたい, Kimi no suizō o tabetai?), selon l'œuvre originale de Yoru Sumino, sérialisé dans Monthly Action, publié en deux volumes par Futabasha.
- Mata, Onaji Yume wo Mite Ita (また、同じ夢を見ていた, Mata, onaji no yume o miteita?)[N 2], selon l'œuvre originale de Yoru Sumino, sérialisé dans Monthly Action, publié en trois volumes par Futabasha.
- Shōakuma kei JK nanode, shōgakusei o yūwaku shitemasu (小悪魔系JKなので小学生を誘惑してます?), sérialisé dans MFC (ja), publié en un volume par Kadokawa Shoten.
- Jikyū 300 yen no shinigami (時給三〇〇円の死神?), selon l'œuvre originale de Fujimaru (ja) (藤まる), sérialisé dans Monthly Action, publié en trois volumes par Square Enix.
- (en cours) Tensai kanojo to bakana boku (天才彼女と馬鹿な僕?), auto-publication, trois volumes publiés en date de 2024.